# Billieturnera helleri
Billieturnera helleri là một loài thực vật có hoa trong họ Cẩm quỳ. Loài này được (Rose & Heller) Fryxell mô tả khoa học đầu tiên năm 1982.